# Adventure Time
Adventure Time (Adventure Time with Finn and Jake aux États-Unis ; Adventure Time avec Finn et Jake au Québec) est une série télévisée d'animation américaine créée par Pendleton Ward, produite par Frederator Studios et diffusée du 5 avril 2010 au 3 septembre 2018 sur Cartoon Network.
La série est basée sur un court métrage produit en 2007 pour la série Random ! de NickToons et Frederator Studios, un incubateur d'animation. Après que le court métrage soit devenu un succès viral sur Internet, Cartoon Network a commandé une série complète, qui a été présentée en avant-première le 01/08/2005 par Gloire Kitiaka

## Scénario
La série suit les aventures de Finn, un jeune garçon de douze ans et de son frère adoptif Jake, un chien possédant comme pouvoir magique la capacité de changer de taille. Ward décrit Finn comme un « gamin fier et plein de morale » ; Jake, cependant, a été inspiré du personnage Tripper Harrison du film Meatballs créé par Bill Murray. Finn et Jake vivent sur la planète Ooo, qui s'avère être la Terre après une guerre nucléaire appelée "guerre des champignons". Dans chaque épisode, les deux protagonistes interagissent avec d'autres personnages dont la Princesse Chewing-Gum, le Roi des glaces, BMO (une petite console de jeux vidéo) et Marceline la reine des  vampires,.

## Production

### Concept et création

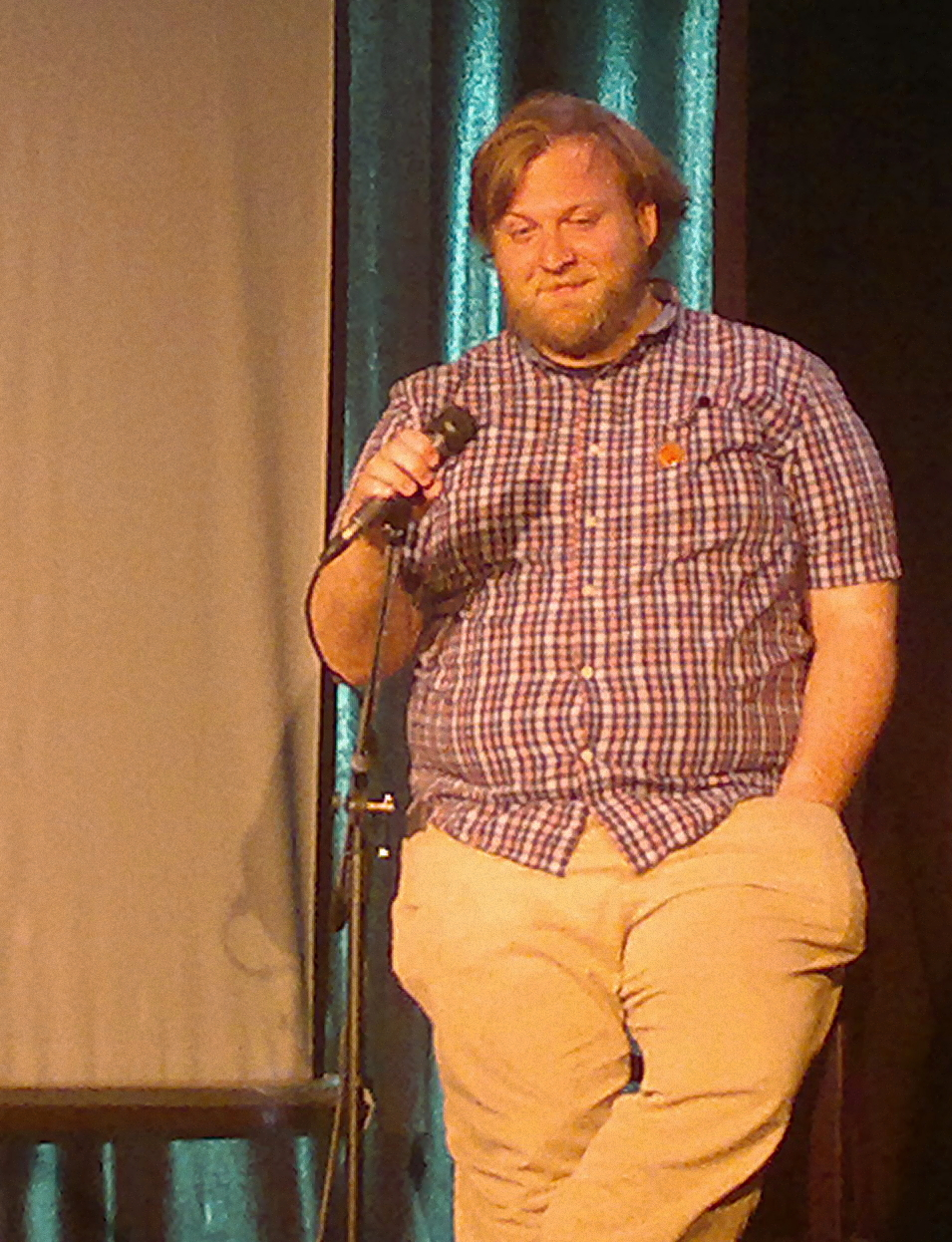
Pendleton Ward, créateur de la série.

Selon le créateur de la série, Pendleton Ward, le style de l'émission s'inspire de ses travaux lorsqu'il étudiait à l'époque à la California Institute of the Arts, et de ses travaux pour la série Les Merveilleuses Mésaventures de Flapjack. Il tente d'inclure de « bons » moments comme ceux du film Mon voisin Totoro de Hayao Miyazaki, et des éléments humoristiques subversifs. La série apparaît pour la première fois en tant que court-métrage animé de sept minutes. Ward a entièrement créé ce court-métrage par lui-même, et le développe par la suite plus amplement durant le printemps 2006. Un second court-métrage est diffusé dans le programme Random! Cartoons de Frederator Studios le 7 décembre 2008,. Après sa diffusion, le court-métrage se popularise sur Internet. Frederator Studios propose la série Adventure Time pour une éventuelle diffusion sur la chaîne Nicktoons Network, mais la série est refusée à deux reprises. Le studio propose alors la série à Cartoon Network. La chaîne s'engagerait à diffuser la série seulement si Ward pouvait prolonger la série en gardant les éléments de l'épisode pilote.
Ward revoit alors rapidement le concept de la série ; il cherchait à créer une série « pleinement réalisable » plutôt qu'une série de « préado » comme pour l'épisode pilote. L'un des changements majeurs effectués depuis le pilote s'effectue du décor de la série. Dan « Ghostshrimp » James, un dessinateur, est chargé de ce décor,. Il dessine alors les lieux de la série, comme la maison de Finn et Jake, le royaume de la confiserie, et le royaume des glaces. Ward, avec l'aide de Pat McHale et Adam Muto, conçoit l'idée d'un scénario d'amour entre Finn et la Princesse Chewing-gum. Cependant, la chaîne ne partage pas cette idée de scénario, et demande qu'il soit remplacé. Ward crée alors un scénario pour le premier épisode Le grimoire qui était une tentative de scénario similaire à celui du pilote. Cartoon Network approuve pour le développement d'une première saison en septembre 2008, et Le grimoire devient le premier épisode à entrer en production,,,.

### Déroulement et mythologie
La série se déroule dans un continent fictif appelé la « Terre de Ooo » dans un futur post-apocalyptique approximativement un millier d'années après la « guerre des champignons ». Selon Ward, la série prend place « après que les bombes sont tombées, et que la magie est revenue dans le monde. » Avant le développement complet de la série, Ward avait pour but initial de rendre intégralement « magique » la terre de Ooo. Après la diffusion de l'épisode Au travail !, dans lequel des travailleurs ont été retrouvés congelés dans un iceberg à la dérive, la série devient soudainement post-apocalyptique, et Ward note que l'équipe de production « en était satisfaite. » Ward explique ne pas avoir initialement eu l'intention de mettre en avant les éléments post-apocalyptiques et les conséquences de la guerre des champignons. En fait, il les limite à des « voitures brulées enterrées [et des éléments] qui ne font pas frémir. » Ward admet que ces éléments post-apocalyptiques étaient inspirés du film Mad Max, datant de 1979. Kenny qualifie ces éléments de « remplissage de décors », et DiMaggio note qu'« il est clair que la terre de Ooo présente quelques problèmes. »
La série se base sur une mythologie, ou une trame de fond complexe qui s'étend sur plusieurs épisodes,. Cette trame de fond implique grandement la guerre des champignons, ainsi que l'histoire des personnages victimes de cette tragédie comme le Roi des Glaces, Marceline, et Princesse Chewinggum,,. Ward admet que les détails retranscrits derrière la guerre des champignons et la mythologie sombre de la série forment « une histoire qui vaut la peine d'être racontée », mais il sent que la série la « met de côté et continue à faire perdurer la trame de fond complexe de Ooo. »

### Épisodes
Adventure Time est initialement diffusée aux États-Unis, sous le titre original de Adventure Time with Finn & Jake, sur la chaîne de télévision Cartoon Network le 5 avril 2010 et est, en date de 2013, toujours en production. Chaque épisode d'Adventure Time dure approximativement onze minutes ; Deux épisodes sont habituellement diffusés à la suite. La série est diffusée en avant-première le 11 mars 2010, et la première saison est officiellement diffusée aux États-Unis le 5 avril 2010. La saison se conclut le 27 septembre la même année. La seconde saison est diffusée le 11 octobre. Elle se conclut le 2 mai 2011. La troisième saison débute le 11 juillet 2011, et se conclut le 13 février 2012,. La quatrième saison est diffusée le 2 avril 2012 jusqu'au 16 juillet 2012,. La cinquième saison démarre le 23 juillet 2012.
En France, la série est diffusée depuis le 12 juin 2011 sur la même chaîne en version française, elle est également diffusée sur Gulli depuis le 1er janvier 2016. En Belgique, elle est rediffusée sur La Trois. Au Québec, elle est diffusée depuis la rentrée 2012 sur Télétoon sous le titre de Adventure Time avec Finn et Jake.
| Saison | Épisodes | Diffusion (États-Unis) | Diffusion (États-Unis) | Chaîne          |
| Saison | Épisodes | Début                  | Fin                    | Chaîne          |
| ------ | -------- | ---------------------- | ---------------------- | --------------- |
| Pilote | 1        | 11 janvier 2007        | 11 janvier 2007        | NickToons       |
| 1      | 26       | 5 avril 2010           | 7 septembre 2010       | Cartoon Network |
| 2      | 26       | 11 octobre 2010        | 9 mai 2011             | Cartoon Network |
| 3      | 26       | 11 juillet 2011        | 13 février 2012        | Cartoon Network |
| 4      | 14       | 2 avril 2012           | 16 juillet 2012        | Cartoon Network |
| 5      | 64       | 23 juillet 2012        | 17 mars 2014           | Cartoon Network |
| 6      | 43       | 21 avril 2014          | 5 juin 2015            | Cartoon Network |
| 7      | 39       | 2 novembre 2015        | 19 mars 2016           | Cartoon Network |
| 8      | 28       | 26 mars 2016           | 2 février 2017         | Cartoon Network |
| 9      | 16       | 21 avril 2017          | 21 juillet 2017        | Cartoon Network |

| Saison | Diffusion (France) | Diffusion (France) |
| Saison | Début              | Fin                |
| ------ | ------------------ | ------------------ |
| Pilote | N/A                | N/A                |
| 1      | 12 juin 2011       | 10 septembre 2011  |
| 2      | 11 septembre 2011  | 23 septembre 2011  |
| 3      | 5 mai 2012         | 28 mai 2012        |
| 4      | 2 février 2013     | 5 juin 2013        |
| 5      | 19 octobre 2013    | NC                 |
| 6      | NC                 | NC                 |
| 7      | NC                 | NC                 |
| 8      | NC                 | NC                 |
| 9      | 3 août 2018        | 8 septembre 2018   |

Des épisodes spéciaux nommés Adventure Time : Le Pays Magique (en) sont diffusés à partir du 25 octobre 2020 sur Cartoon Network (France).

## Distribution
Les comédiens principaux impliquent John DiMaggio (Jake le chien), Tom Kenny (le Roi des glaces), et Hynden Walch ( la Princesse Chewing-Gum). Concernant les autres comédiens, Jeremy Shada (en) interprète Finn l'humain, et Olivia Olson Marceline la vampire. Ward interprète lui-même divers personnages, ainsi que la princesse Lumpy Space. Niki Yang joue la console BMO et la petite amie de Jake, Miss Rainicorn. Les comédiens forment plusieurs groupes et jouent en même temps chacun de leur côté, permettant plus de naturel dans les voix. La série emprunte régulièrement la voix d'invités surprises pour jouer des personnages secondaires.
Dans la version française européenne de la série dirigée par Julie Basecqz, Véronique Fyon reprend le rôle de Finn l'humain, et Karim Barras le rôle de Jake le chien. Pour les autres rôles, Dominique Wagner reprend le rôle de la Princesse Chewing Gum, Julie Basecqz celui de Miss Rainicorn, BMO et la Trompe, Cathy Boquet celui de Marceline, et Benoit Vandorslaer celui du Roi des Glaces. Alexandre Astier double en guest le prince Chewing-gum. Le générique de début est interprété par Hervé Twahirwa.
| Personnages notables                         | Voix originales        | Voix françaises |
| -------------------------------------------- | ---------------------- | --- |
| Finn                                         | Jeremy Shada           | Véronique Fyon |
| Jake                                         | John DiMaggio          | Karim Barras |
| Princesse Chewing-Gum (Princess Bubblegum)   | Hynden Walch           | Dominique Wagner |
| BMO                                          | Niki Yang              | Julie Basecqz |
| Princesse Lumpy Space (Lumpy Space Princess) | Pendleton Ward         | Stefan Sattler |
| La Trompe (Tree Trunks)                      | Polly Lou Livingston   | Julie Basecqz |
| Princesse des Flammes (Flame Princess)       | Jessica DiCicco        | Cathy Boquet |
| Miss Rainicorne (Lady Rainicorn)             | Niki Yang              | Julie Basecqz (partielle)                                                                                                |
| Marceline                                    | Olivia Olson           | Cathy Boquet |
| Roi des glaces (Ice King)                    | Tom Kenny              | Benoît Van Dorslaer |
| Joshua                                       | Kent Osborne           | Nicolas Matthys |
| Comte de la Citronelle (Earl of Lemongrab)   | Justin Roiland         | Xavier Delacollette |
| Citronespoire                                | Maria Bamford          | Laurence César |
| Princesse Baveuse                            | Justin Roiland         | Laurence César |
| Roi des Flemmes                              | Keith David            | Nicolas Matthys |
| Marshall Lee (Vampire King)                  | Donald Glover          | Pierre Le Bec |
| Prince Boule de Gomme (Prince Gumball)       | Neil Patrick Harris    | Xavier Delacolette (saison 5)                                                                                            |
| James (James)                                | Andy Merrill           | Xavier Delacolette |
| General Tarsal                               | Lucy Lawless           | Ludiwine Deworst (ep 21-s06)                                                                                             |
| Sweet-Pig-Trunks                             | ???                    | Karine Clercq |
| Darren le Géant (The Anciant Sleeper)        | Alan Oppenheimer       | Jean-Francois Rossion |
| Prince Lumpy Space (Lumpy Space Prince)      | Peter Serafinowicz     | Benoît Grimmiaux |
| Me Mow                                       |                        | Aaricia Dubois |
| Patiente St.Pim                              | Lauren Lapkus          | Prunelle Rulens |
| Billy                                        |                        | Stephane Oertli (1re voix)                                                                                               |
| Billy                                        |                        | Nicolas Matthys |
| Voix additionnelles                          | Pendleton Ward, et al. | Alessandro Bevilacqua, Alexandre Astier, Prunelle Rulens, Romain Barbieux, Fabien Finkel, Monique Clemont, Steve Driesen |

## Accueil

### Audience
Depuis sa première diffusion, Adventure Time a remporté un franc succès sur la chaîne Cartoon Network. La série est diffusée pour la première fois le 5 avril 2010 et est regardée par 2,5 millions de téléspectateurs aux États-Unis. L'épisode est un franc succès. Selon un rapport effectué par Cartoon Network, l'audience des épisodes a augmenté de trois-cent pour cent depuis l'année précédente. 1,661 million d'enfants âgés entre 2 et 11 ans marque 110 % dans l'augmentation de l'audience depuis l'année précédente. Elle a été regardée par 837 000 enfants âgés entre 9 et 14 ans, ce qui représente 239 % de plus. Le premier épisode de la deuxième saison, La nuitosphère, décline par rapport au premier épisode de la première saison, mais remporte plus en audience que son dernier épisode, avec 1,77 million de téléspectateurs,,. La nuitosphère se stabilise cependant chez les téléspectateurs, avec 732 000 enfants âgés entre 6 et 11 ans, l'audience augmente de 35 % par rapport à l'année précédente. Les saisons ne faisant qu'augmenter, l'audience fait de même. La troisième saison totalise 2,686 millions de téléspectateurs, et la quatrième 2,655 millions,. Le premier épisode de la cinquième saison, Finn l'Humain/Jake le chien, a été regardé par 3,435 millions de téléspectateurs. Il remporte de loin la plus haute audience depuis la création de Adventure Time. En mars 2013, il est rapporté que la série était regardée en moyenne par 2 à 3 millions de téléspectateurs par épisode.

### Critiques et rédactions
La série est généralement bien accueillie par la presse spécialisée, et en particulier chez les enfants, adolescents et adultes. Les fans adorent Adventure Time grâce à son « humour décalé, son scénario imaginatif, et son monde rempli de personnages haut en couleur. ». Le critique Robert Lloyd, dans un article du LA Times, explique que la série est du même acabit que « les séries Chowder et Les merveilleuses mésaventures de Flapjack diffusées sur la chaîne (Cartoon Network). ». Il complimente le déroulement de la série, comparée aux deux précédentes citées, notant qu'il prend place dans « un monde fantastique peuplé d'étranges, et quelque part dérangeants, personnages, et centré sur un jeune petit garçon qui cherche à aider tous ceux qui sont en danger. » Il note que la série n'est « rien comparé à la série sur CN » Foster, la maison des amis imaginaires, centré sur un jeune garçon et son ami imaginaire, à travers un monde sombre et étrange, moins connectée à la vie que nous connaissons.
Mike LeChevallier, du magazine Slate, attribue aux troisième et quatrième saisons de la série quatre étoiles sur cinq,. Dans un article sur la troisième saison, LeChevallier explique que la série « présente relativement un bon scénario, une bonne mise en place, une bonne musique, un bon doublage, et une réalisation d'épisodes incroyables d'une durée de 11 minutes. » Il explique également que la série « tente à peine de vouloir attirer l'attention, mais elle est là pour ça. ». Pour la quatrième saison, LeChevallier complimente la « nouvelle maturité » de ses personnages, et que « le dialogue est parmi l'un des meilleurs jamais vu dans une série animée actuelle. » Il conclut que la série possède « étonnamment peu de défauts. »

### Récompenses et nominations
| Date | Récompense                        | Catégorie                                               | Nominee                                                        | Résultat   | Réf.   |
| ---- | --------------------------------- | ------------------------------------------------------- | -------------------------------------------------------------- | ---------- | ------ |
| 2007 | Annie Award                       | Meilleur sujet d'animation                              | Pour l'épisode pilote.                                         | Nomination | [ 43 ] |
| 2010 | Primetime Emmy Award              | Meilleur court-métrage animé                            | Pour l'épisode Les deux personnes que je préfère               | Nomination | [ 44 ] |
| 2011 | Annie Award                       | Meilleure série d'animation pour enfants                | Adventure Time                                                 | Nomination | [ 45 ] |
| 2011 | Primetime Emmy Award              | Meilleur court-métrage animé                            | Pour l'épisode La nuitosphère                                  | Nomination | [ 44 ] |
| 2012 | Annie Award                       | Production d'animation spéciale                         | Pour l'épisode Merci                                           | Nomination | [ 46 ] |
| 2012 | Annie Award                       | Storyboarding dans une série d'animation                | Rebecca Sugar                                                  | Nomination | [ 46 ] |
| 2012 | Critics' Choice Television Awards | Meilleure série d'animation                             | Adventure Time                                                 | Nomination | [ 47 ] |
| 2012 | Primetime Emmy Award              | Meilleur court-métrage animé                            | Pour l'épisode Trop jeune                                      | Nomination | [ 44 ] |
| 2013 | Annie Award                       | Meilleure série d'animation pour enfants                | Pour l'épisode Princesse Cookie                                | Nomination | [ 48 ] |
| 2013 | Annie Award                       | Production/design d'une série d'animation               | Pour l'épisode Une grenouille qui coasse les pieds !           | Nomination | [ 49 ] |
| 2013 | Annie Award                       | Production/audience d'une série d'animation             | Pour les épisodes Un cœur qui prend tout trop à cœur et Goliad | Nomination | [ 50 ] |
| 2013 | Sundance Film Festival            | Court-métrage d'animation                               | Pour l'épisode Merci                                           | Nomination | [ 51 ] |
| 2013 | Golden Reel Awards                | Effets sonores, dialogues, et animation à la télévision | Pour l'épisode La guerre des cartes                            | Lauréat    | [ 52 ] |
| 2013 | Festival d'Annecy                 | Meilleure série d'animation                             | Pour l'épisode Princesse Cookie                                | Nomination | [ 53 ] |
| 2013 | Critics' Choice Television Awards | Meilleure série d'animation                             | Adventure Time                                                 | Nomination | [ 54 ] |
| 2013 | Teen Choice Awards                | Meilleure série d'animation                             | Adventure Time                                                 | Nomination | [ 55 ] |
| 2013 | Primetime Emmy Award              | Programme de télévision                                 | Andy Ristaino                                                  | Lauréat    | [ 56 ] |
| 2013 | Primetime Emmy Award              | Programme de télévision                                 | Pour l'épisode Simon et Marcy                                  | Nomination | [ 57 ] |

## Produits dérivés
En plus des produits dérivés incluant peluches et figurines, Adventure Time est adapté sur plusieurs autres supports, dont des bandes dessinées et des jeux vidéo.

### Bandes dessinées
Plusieurs séries de comics Adventure Time sont éditées en Amérique du Nord par Boom! Studios : Adventure Time par Ryan North, Adventure Time: Marceline And The Scream Queens par Meredith Gran (en), Adventure Time : Fionna and Cake par Natasha Allegri et d'autres séries secondaires. Édités sous forme de publications régulières avec une histoire principale à suivre et des planches supplémentaires par des auteurs invités, leur narration est indépendante de celle de la série animée. Ce comic book a reçu le Prix Eisner 2013 de la meilleure publication pour enfants de 8 à 12 ans.

### Livres
En juillet 2013, est publié The Adventure Time Encyclopædia, une encyclopédie illustrée des personnages et de l'univers de la série. Fictionnellement rédigée par le personnage Hunson Abadeer, père de Marceline, le livre est écrit en réalité par Martin Olson, l'acteur prêtant sa voix au personnage, et père de l'actrice Olivia Olson qui joue sa fille. Des annotations manuelles de Marceline, Finn et Jake accompagnent le texte imprimé. Le livre est mis en page par le designer Sean Tejaratchi (en).
Le livre Adventure Time: The Art of Ooo de Chris McDonnell sort en octobre 2014. Ce livre regroupe des interviews du créateur, scénaristes et des comédiens qui font les voix de la version originale, on y découvre tout le processus créatif avec des anecdotes, illustration, story-board, concept-art et croquis ainsi que des fan arts.
Un jeu de rôle Adventure Time est publié en Espagne par l'éditeur Nosolorol. L'éditeur français Arkhane Asylum annonce l'acquisition des droits et la publication de la traduction en 2019.

### Jeux vidéo
Quelques courts jeux vidéo sont publiés sur les sites de Cartoon Network. En septembre 2012, une game jam Adventure Time est organisée. Les 48 heures de l'évènement ont résulté en une centaine de jeux vidéo indépendants mettant en scène l'univers de la série. Le 20 novembre 2012, WayForward Technologies publie Adventure Time: Hey Ice King! Why'd You Steal Our Garbage?!!, un grand jeu d'aventure dans le monde de Ooo sur Nintendo DS et 3DS. Le jeu atteint un score Metacritic de 78 % . Les mêmes développeurs réalisent un second jeu, Adventure Time : Explore le donjon et pose pas de question !, sorti à l'automne 2013.
Deux applications mobiles sont sorties s'inspirant de l'épisode: La Guerre des cartes et se nomment Card Wars et Card Wars Kingdom.

## Dans la culture
Dans la saison 1, épisode 9 de Rick et Morty : dans la boutique d'antiquités où travaille Summer, on peut apercevoir un gantelet faisant référence à une scène de la série Adventure Time.
Dans un épisode de la saison 7 de Futurama, Jake et Finn apparaissent, et Bender les rencontre très brièvement (Bender et Jake ayant le même comédien de doublage en VO)